# Ölsaatenstroh

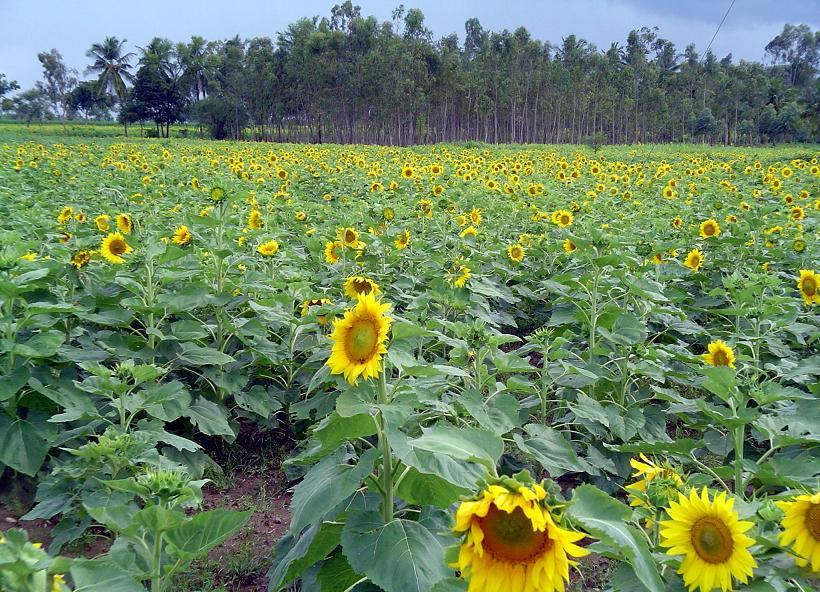
Sonnenblumenfeld in Indien

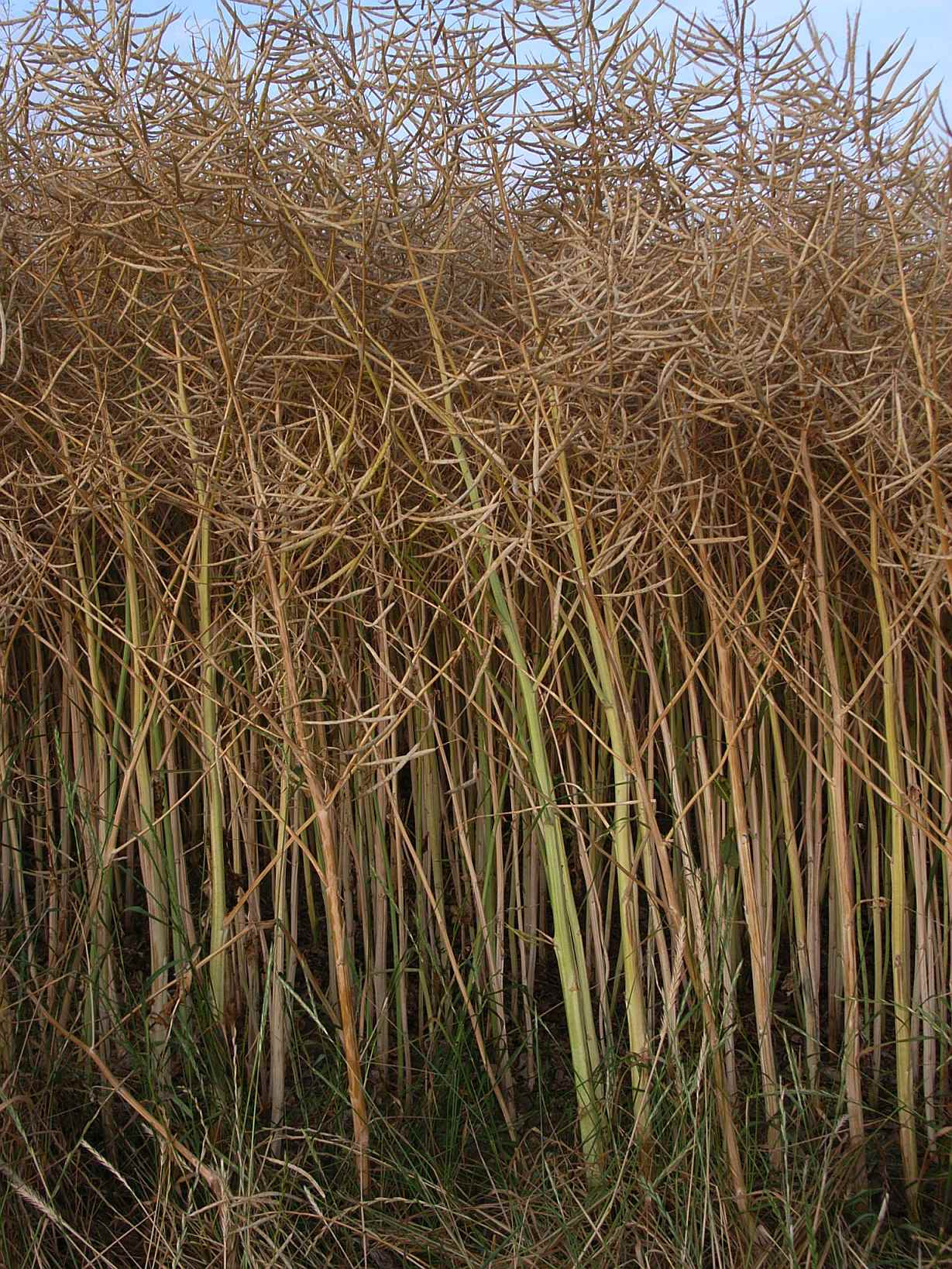
Ausgereiftes Rapsfeld mit Schoten

Als Ölsaatenstroh werden die nach der Ernte verschiedener Ölsaaten wie Raps (Brassica napus), Sonnenblumen (Helianthus annuus) und Öllein (Linum usitatissimum) auf dem Feld verbleibenden Stängelreste bezeichnet, die als Nebenprodukte bzw. Erntereste als halmgutartige Biomasse anfallen.

## Aufkommen und Bergung
In Mitteleuropa zählen die Ölsaaten nach dem Getreide zu den am meisten angebauten Agrarkulturen, in Europa werden sie auf etwa 16 % der Gesamtackerfläche angebaut. Dabei stellt der Raps die Hauptfläche, die in Deutschland bei ca. 1,4 Mio. ha liegt und 13 % der Ackerflächen belegt (2006) während die Sonnenblume als zweithäufigste Ölsaat Europas nur etwa 32.000 ha belegt.
Das Korn-Stroh-Verhältnis von Raps beträgt etwa 1:2,9, sodass bei einem mittleren Kornertrag von etwa 3,5 t pro ha und Jahr theoretisch 10 t Ernterückstände in Form von Rapsstroh an dem Feld zurückbleiben. Ein großer Teil dieser Rückstände besteht aus feinen Fruchtstängeln und ausgedroschenen Schoten, die zwischen den Erntestoppeln liegen bleiben und technisch nicht aufgelesen werden können. Die maximale Bergequote liegt entsprechend bei etwa 50 bis 80 % der Gesamtpflanzenreste, also bei etwa 5 bis 8 t/ha Rapsstroh im Jahr. Daraus resultiert allein für Deutschland ein nutzbares Aufkommen von etwa 7 Mio. t Rapsstroh.
Bei der Sonnenblume beträgt das Korn-Stroh-Verhältnis etwa 1:4,1, sodass bei einem mittleren Kornertrag von etwa 2,5 t pro ha und Jahr theoretisch 10 t Ernterückstände in Form von Stroh an dem Feld zurückbleiben. Es ist anzunehmen, dass die Bergequote wie bei anderen Strohgütern deutlich geringer ausfällt, entsprechende Erfahrungen liegen jedoch nicht vor.

## Nutzung
Eine stoffliche oder energetische Nutzung von Rapsstroh erfolgt selten. Es kann jedoch auch als Dämmstoff oder als Einstreu in Stallungen verwendet werden sowie zur Gewinnung von Bioenergie verbrannt werden. Rapsstroh besitzt zu seinem Erntezeitpunkt einen Wasseranteil von 45–60 Prozent, wodurch er auf dem Feld nachgetrocknet werden muss. Es hat einen Brennwert von 18,1 MJ/kg.
Eine Nutzung von Sonnenblumenstroh erfolgt aufgrund des sehr hohen Wassergehaltes der dicken Stängel sowie des sehr hohen Aschegehalts von 10 % und anderer für die Verbrennung nachteiliger Eigenschaften nicht. Es hat einen Brennwert von 16,9 MJ/kg.

## Belege
1. 1 2  Martin Kaltschmitt, Hans Hartmann und Hermann Hofbauer (Hrsg.), 2009: Energie aus Biomasse. Grundlagen, Techniken und Verfahren. Springer Verlag, 2. Auflage, S. 360, ISBN 9783540850946.